# Aleuroplatus biluminiporus
Aleuroplatus biluminiporus là một loài côn trùng cánh nửa trong họ Aleyrodidae, phân họ Aleyrodinae.
Aleuroplatus biluminiporus được Martin & Malumphy miêu tả khoa học đầu tiên năm 2002.